# Segundo Cardona
Segundo Cardona FAIA (San Juan, Puerto Rico 1950) es un arquitecto y desarrollador puertorriqueño. Su obra ha sido reconocida por el Instituto Americano de Arquitectos (AIA, por sus siglas en inglés), por el Colegio de Arquitectos y Arquitectos Paisajistas de Puerto Rico (CAAPPR, así como por la Unión Internacional de Arquitectos (UIA). En el 2006 recibió la distinción de formar parte del  “College of Fellows” del AIA. En el 1992 recibió el Premio Henry Klumb, la mayor distinción otorgada por el | CAAPPR.

## Educación y trayectoria
Cardona estudió en la Escuela de Arquitectura de la UPR y formó parte de su primera clase graduada en 1972.  Fue profesor de diseño en dicha escuela y principal de Segundo Cardona Arquitectos entre los años 1974-1984. En 1984 fundó, conjunto a los arquitectos Luis Sierra y Alberto Ferrer, la firma Sierra Cardona Ferrer (ahora conocida como SCF Arquitectos).
El arquitecto Cardona mantiene un estrecho vínculo con la academia como jurado y conferenciante de la Escuela de Arquitectura de la Universidad de Puerto Rico, institución para la cual se desempeñó como miembro y presidente de su Junta de Síndicos.

## Galería de imágenes
| [[Archivo:\|center\|border\|180x180px\|alt=\| BPPR Urban Hub, Hato Rey (2018) ]] |
| BPPR Urban Hub, Hato Rey (2018)                                                  |

|                                       |
| Universal Insurance, Canóvanas(2013). |

|                                                  |
| Biblioteca del Tribunal Supremo, San Juan(2013). |

|                                                   |
| Ampliación a BPPR Popular Center, San Juan(2008). |

### Enlaces a videos
- Conferencia en ArqPoli / la Escuela de Arquitectura de la Universidad Politécnica de Puerto Rico
- Una Nueva Catedral para Haití, Conferencia en el Instituto de Estudios del Caribe, Río Piedras, PR
- Diseños ganadores para la Reconstrucción de la Catedral Nuestra Señora de la Asunción, Puerto Príncipe, Haití en la Escuela de Arquitectura de la Universidad de Miami
- Arquitectura de Puerto Rico: Coliseo de Puerto Rico

- Datos: Q48703022
- Multimedia: Segundo Cardona / Q48703022